# Hans Rasmussen (forbundsformand)
 For alternative betydninger, se Hans Rasmussen. (Se også artikler, som begynder med Hans Rasmussen)
Hans Edvard Rasmussen (14. december 1902 i Odense – 1. januar 1996) var formand for Dansk Smede- og Maskinarbejderforbund, nu Dansk Metal, fra 1944 til 1972, kendt som "den stærke smed".
Rasmussen blev udlært maskinarbejder fra Allerups Maskinfabrik i Odense i 1922, og kom derefter på Arbejderhøjskolen i Esbjerg, hvilket formede hans videre udvikling. I 1931 blev han fællestillidsmand på Thomas B. Thriges fabrikker i Odense og to år senere afdelingsformand for smedene i Odense. I 1935 blev han sekretær i Dansk Smede- og Maskinarbejderforbund og i 1944 formand for samme og for Centralorganisationen af Metalarbejdere i Danmark. Han trak sig fra posten pga. alder i 1972.
I en periode var han socialdemokratisk medlem af Folketinget (1950-1964) samt næstformand for Socialdemokratiet 1961-1969. Han afviste flere gange ministerposter, som han blev tilbudt af Viggo Kampmann hhv. Jens Otto Krag, og ville trods opfordringer heller ikke stille op til borgmester i sin fødeby Odense.
Han var en markant stemme i den politiske debat, og det vakte opsigt, da han med sit forbund stemte nej til Folkeafstemningen om Danmarks optagelse i EF 1972.